# Gare de Lothiers
Gare de Lothiers vasútállomás Franciaországban, Tendu településen.

## Vasútvonalak
Az állomást az alábbi vasútvonalak érintik:
- Orléans–Montauban-vasútvonal

## Kapcsolódó állomások
A vasútállomáshoz az alábbi állomások vannak a legközelebb:
- Gare de Luant (Gare des Aubrais - Orléans, Orléans–Montauban-vasútvonal)
- Gare de Chabenet (Gare de Montauban-Ville-Bourbon, Orléans–Montauban-vasútvonal)